# Lycaena coeca
Lycaena coeca är en fjärilsart som beskrevs av Miller, Zubovschi och Ruscinschi 1932. Lycaena coeca ingår i släktet Lycaena och familjen juvelvingar. Inga underarter finns listade i Catalogue of Life.